# Quận Crawford, Pennsylvania
Quận Crawford là một quận trong tiểu bang Pennsylvania, Hoa Kỳ. Quận lỵ đóng ở Meadville. Theo điều tra dân số năm 2010 của Cục điều tra dân số Hoa Kỳ, quận có dân số 88.765 người.
Quận được lập ngày 12/3/1800 từ một phần của quận Allegheny và được đặt tên theo William Crawford.

## Địa lý
Theo Cục điều tra dân số Hoa Kỳ, quận có diện tích 2688 km², trong đó có 65 km2 là diện tích mặt nước.